# Tetanocera nigricosta
Tetanocera nigricosta är en tvåvingeart som beskrevs av Camillo Rondani 1868. Tetanocera nigricosta ingår i släktet Tetanocera och familjen kärrflugor. Inga underarter finns listade i Catalogue of Life.